# Peter Voss, der Millionendieb (1946)
Peter Voss, der Millionendieb ist ein deutscher Spielfilm von Karl Anton. Der Film der Produktionsfirma Tobis entstand von September 1943 bis März 1944 und wurde nach Kriegsende von der DEFA fertiggestellt. Die Uraufführung fand am 27. September 1946 statt. Der Film basiert auf dem gleichnamigen Roman von Ewald Gerhard Seeliger.

## Handlung
Polly Petterson ist Großkundin des Bankhauses Van Geldern, das ihr Vermögen in Höhe von einer Million verwaltet. Als sie den gesamten Betrag abheben will, droht die Bank, die sich verspekuliert hat, bankrottzugehen. Der Angestellte Peter Voss stiehlt daraufhin zum Schein die Million und flieht. Nach Absprache soll er sich so lange verstecken, bis der Preis für Kupfer, in das investiert wurde, wieder steigt. Polly verpflichtet den Detektiv Bobby Dodd und folgt dem scheinbaren Bankräuber nach Portugal, Brasilien, in den Wilden Westen und nach Hawaii. Dort kann Peter Voss die reiche Polly von seinen guten Absichten überzeugen – und als das Bankhaus gerettet ist, findet sogar eine Hochzeit statt.

## Kritiken
„Leichtfüßig-unterhaltsame Wiederverfilmung des erfolgreichen sechsteiligen Abenteuer-Stummfilms Der Mann ohne Namen (1921).“

## Andere Verfilmungen
- 1921: Der Mann ohne Namen (6 Teile) – Regie: Georg Jacoby
- 1932: Peter Voß, der Millionendieb – Regie: E. A. Dupont
- 1958: Peter Voss, der Millionendieb – Regie: Wolfgang Becker